# بحيرة الدب العظيم
بحيرة الدب العظيم هي بحيرة تقع في الأقاليم الشمالية الغربية في كندا. وهي أكبر بحيرة تقع كليًا في كندا (بحيرتا سوبيريور وهِرون أكبر ولكنها مشتركة مع الولايات المتحدة). هي ثالث أكبر بحيرة في أمريكا الشمالية والسابعة في العالم. مساحة البحيرة 31,153 كيلومتر مربع، وأقصى عمق لها 446 مترًا.
اكتشفت عام 1800 للميلاد، وأطلق عليها هذا الاسم بسبب من الدببة التي ألفت شواطئها. وبحيرة الدب الكبرى تشتمل على عدد كبير من الجزر الصغرى، وهي غنية بالثروة السمكية.

## المناخ
يظهر الجدول التالي التغييرات المناخية على مدار السنة لبحيرة الدب العظيم:
| البيانات المناخية لـبحيرة الدب العظيم                         | البيانات المناخية لـبحيرة الدب العظيم | البيانات المناخية لـبحيرة الدب العظيم | البيانات المناخية لـبحيرة الدب العظيم | البيانات المناخية لـبحيرة الدب العظيم | البيانات المناخية لـبحيرة الدب العظيم | البيانات المناخية لـبحيرة الدب العظيم | البيانات المناخية لـبحيرة الدب العظيم | البيانات المناخية لـبحيرة الدب العظيم | البيانات المناخية لـبحيرة الدب العظيم | البيانات المناخية لـبحيرة الدب العظيم | البيانات المناخية لـبحيرة الدب العظيم | البيانات المناخية لـبحيرة الدب العظيم | البيانات المناخية لـبحيرة الدب العظيم |
| الشهر                                                         | يناير                                 | فبراير                                | مارس                                  | أبريل                                 | مايو                                  | يونيو                                 | يوليو                                 | أغسطس                                 | سبتمبر                                | أكتوبر                                | نوفمبر                                | ديسمبر                                | المعدل السنوي                         |
| ------------------------------------------------------------- | ------------------------------------- | ------------------------------------- | ------------------------------------- | ------------------------------------- | ------------------------------------- | ------------------------------------- | ------------------------------------- | ------------------------------------- | ------------------------------------- | ------------------------------------- | ------------------------------------- | ------------------------------------- | ------------------------------------- |
| الدرجة القصوى قرينة الرطوبة                                   | 2.8                                   | 0.5                                   | 3.8                                   | 16.6                                  | 22.8                                  | 29.8                                  | 33.5                                  | 31.8                                  | 22.9                                  | 20.5                                  | 2.4                                   | 0.3                                   | 33.5                                  |
| الدرجة القصوى °م (°ف)                                         | 2.5 (36.5)                            | 1.0 (33.8)                            | 4.0 (39.2)                            | 16.0 (60.8)                           | 22.5 (72.5)                           | 29.3 (84.7)                           | 31.0 (87.8)                           | 32.0 (89.6)                           | 23.5 (74.3)                           | 20.8 (69.4)                           | 4.8 (40.6)                            | 3.3 (37.9)                            | 32.0 (89.6)                           |
| متوسط درجة الحرارة الكبرى °م (°ف)                             | −20.9 (−5.6)                          | −18.5 (−1.3)                          | −13.9 (7.0)                           | −1.9 (28.6)                           | 7.4 (45.3)                            | 16.8 (62.2)                           | 19.4 (66.9)                           | 16.6 (61.9)                           | 10.2 (50.4)                           | −0.8 (30.6)                           | −11.5 (11.3)                          | −17.6 (0.3)                           | −1.2 (29.8)                           |
| المتوسط اليومي °م (°ف)                                        | −25.0 (−13.0)                         | −23.2 (−9.8)                          | −19.5 (−3.1)                          | −7.7 (18.1)                           | 2.5 (36.5)                            | 10.7 (51.3)                           | 13.3 (55.9)                           | 11.2 (52.2)                           | 5.7 (42.3)                            | −3.9 (25.0)                           | −15.4 (4.3)                           | −22.0 (−7.6)                          | −6.1 (21.0)                           |
| متوسط درجة الحرارة الصغرى °م (°ف)                             | −28.9 (−20.0)                         | −27.8 (−18.0)                         | −25.1 (−13.2)                         | −13.6 (7.5)                           | −2.5 (27.5)                           | 4.4 (39.9)                            | 7.2 (45.0)                            | 5.8 (42.4)                            | 1.3 (34.3)                            | −7.0 (19.4)                           | −19.2 (−2.6)                          | −26.3 (−15.3)                         | −11.0 (12.2)                          |
| أدنى درجة حرارة °م (°ف)                                       | −49.1 (−56.4)                         | −43.3 (−45.9)                         | −43.3 (−45.9)                         | −35.0 (−31.0)                         | −23.3 (−9.9)                          | −4.0 (24.8)                           | −1.8 (28.8)                           | −4.9 (23.2)                           | −13.3 (8.1)                           | −29.7 (−21.5)                         | −37.4 (−35.3)                         | −43.0 (−45.4)                         | −49.1 (−56.4)                         |
| أدنى درجة حرارة تبريد الرياح                                  | −57.2                                 | −54.0                                 | −55.3                                 | −40.4                                 | −27.6                                 | −6.4                                  | 0.0                                   | −3.6                                  | −16.3                                 | −34.4                                 | −46.7                                 | −54.7                                 | −57.2                                 |
| الهطول مم (إنش)                                               | 10.3 (0.41)                           | 11.2 (0.44)                           | 10.3 (0.41)                           | 10.1 (0.40)                           | 14.8 (0.58)                           | 24.3 (0.96)                           | 40.3 (1.59)                           | 43.2 (1.70)                           | 39.5 (1.56)                           | 31.1 (1.22)                           | 21.7 (0.85)                           | 11.9 (0.47)                           | 268.7 (10.58)                         |
| معدل هطول الأمطار مم (إنش)                                    | 0.0 (0.0)                             | 0.0 (0.0)                             | 0.0 (0.0)                             | 0.1 (0.00)                            | 12.2 (0.48)                           | 24.2 (0.95)                           | 40.3 (1.59)                           | 43.2 (1.70)                           | 37.1 (1.46)                           | 4.9 (0.19)                            | 0.4 (0.02)                            | 0.0 (0.0)                             | 162.3 (6.39)                          |
| متوسط تساقط الثلوج سم (إنش)                                   | 13.0 (5.1)                            | 16.9 (6.7)                            | 17.1 (6.7)                            | 12.3 (4.8)                            | 3.4 (1.3)                             | 0.2 (0.1)                             | 0.0 (0.0)                             | 0.0 (0.0)                             | 2.4 (0.9)                             | 32.2 (12.7)                           | 35.2 (13.9)                           | 17.3 (6.8)                            | 150.0 (59.1)                          |
| متوسط أيام هطول الأمطار (≥ 0.2 mm)                            | 5.4                                   | 6.8                                   | 7.5                                   | 3.9                                   | 6.1                                   | 8.0                                   | 10.4                                  | 12.3                                  | 12.4                                  | 12.4                                  | 10.1                                  | 7.2                                   | 102.4                                 |
| متوسط الأيام الممطرة (≥ 0.2 mm)                               | 0.0                                   | 0.0                                   | 0.0                                   | 0.2                                   | 4.5                                   | 8.0                                   | 10.4                                  | 12.3                                  | 11.8                                  | 2.4                                   | 0.1                                   | 0.0                                   | 49.7                                  |
| متوسط الأيام المثلجة (≥ 0.2 cm)                               | 6.7                                   | 7.5                                   | 9.4                                   | 4.2                                   | 1.7                                   | 0.1                                   | 0.0                                   | 0.0                                   | 0.9                                   | 10.5                                  | 11.4                                  | 8.9                                   | 61.4                                  |
| متوسط الرطوبة النسبية (%)                                     | 74.9                                  | 76.1                                  | 76.7                                  | 75.0                                  | 63.0                                  | 54.5                                  | 58.2                                  | 62.1                                  | 65.7                                  | 82.6                                  | 82.5                                  | 76.1                                  | 70.6                                  |
| المصدر: Environment Canada Canadian Climate Normals 1981–2010 |                                       |                                       |                                       |                                       |                                       |                                       |                                       |                                       |                                       |                                       |                                       |                                       |                                       |